# Hamataliwa communicans
Hamataliwa communicans là một loài nhện trong họ Oxyopidae.
Loài này thuộc chi Hamataliwa. Hamataliwa communicans được Ralph Vary Chamberlin miêu tả năm 1925.